# 若昂·帕利尼亚
若昂·马里亚·洛博·阿尔维斯·帕利尼亚·贡萨尔维斯（葡萄牙語：João Maria Lobo Alves Palhinha Gonçalves，發音：[ʒuˈɐ̃w̃ pɐˈʎiɲɐ]；1995年7月9日—）是一位葡萄牙足球運動員。在場上的位置是中场。現效力於德甲俱乐部拜仁慕尼黑，並被租借往英超球會熱刺。他也代表葡萄牙國家足球隊參賽。

## 俱乐部生涯
帕利尼亚生于里斯本，2012年加入士砵亭青年队，时年17岁。2014年2月3日，帕利尼亚代表B队参加个人职业生涯首次比赛，在对阵樸迪莫倫斯的甲级联赛上替补尤里·梅德罗斯上场，帮助球队3比2主场获胜。帕利尼亚在该赛季还有另外一次出场。
2015年4月4日，尚在B队的帕利尼亚贡献一枚头球，帮助球队3比1主场击败歷索斯。2015年7月至2017年2月，获租借到葡超俱乐部莫雷倫斯和貝倫人，在对阵阿洛卡的主场比赛上首次代表莫雷倫斯出场，替补登场22分钟，但球队以0比2输给对手；在对阵維多利亞體育會的比赛中首次代表貝倫人出场，打满90分钟并首次破门，帮助球队1比1客场闷平对手。
帕利尼亚之后回到阿爾瓦拉德球場，2017年1月21日首次代表A队出战，2比2战平馬里迪莫。10月12日，在对阵ARC奥莱罗斯的葡萄牙杯比赛中破门两次，为球队贡献首球，帮助球队4比2客场战胜对手。
之后两个赛季，帕利尼亚租借到布拉加，期间出场76次，帮助球队取得2019–20年葡超联赛季军，其中最著名的成绩是在对阵本菲卡的比赛中打入唯一一枚进球，打破球队65年来未尝胜绩的困局。

## 国家队生涯
帕利尼亚代表葡萄牙出战U18、U19和U20的比赛。2021年3月，帕利尼亚入选2022年國際足協世界盃外圍賽大名单，对阵阿塞拜疆、盧森堡和塞爾維亞。在都灵举行的对阵阿塞拜疆的首场比赛中，帕利尼亚于比赛后段替补上场，获得自己的首次出场。最终球队1比0战胜对手。他还在对阵卢森堡的小组赛中打入个人首个进球，帮助球队3比1客场获胜。

## 荣誉

### 俱乐部
布拉加
- 葡萄牙聯賽盃冠軍 : 2019–20[21]

士砵亭
- 葡萄牙足球超级联赛冠軍 : 2020–21[22]
- 葡萄牙聯賽盃冠軍 : 2020–21[23], 2021–22[24]
- 葡萄牙超級盃冠軍 : 2021[25]

### 个人
- 葡萄牙足球超级联赛年度最佳阵容：2020–21[26]